# Joannes Tollius
Joannes Tollius (* um 1550 in Amersfoort; † wahrscheinlich um 1625 in Kopenhagen) war ein franko-flämischer Komponist, Sänger und Kapellmeister der späten Renaissance.

## Leben und Wirken
Joannes Tollius wurde als Jan van Tol, wahrscheinlich als jüngster Sohn einer wohlhabenden Familie mit acht Kindern in Amersfoort geboren. Er wurde schon in recht jungen Jahren als Leiter der Musik und Kapellmeister an der Liebfrauenkirche seiner Heimatstadt benannt. Als sich die Stadt Amersfoort im Jahr 1578 der calvinistischen Reformation anschloss, verlor er seine Stellung und wandte sich nach Italien. Hier bekam er Beschäftigungen von unterschiedlicher Bedeutung; er hatte auch Schwierigkeiten, teils wegen seiner ungezügelten Natur, teils wegen seiner unkonventionellen religiösen Art. Ab 1583 war er mit dem latinisierten Namen Joannes Tollius als maestro di cappella an der Kathedrale von Rieti und 1584 an der Kathedrale von Assisi, auch hier nur für kurze Zeit. Vor dem Jahr 1585 schloss er sich dem Orden der Franziskaner an, wurde bald wieder entlassen und wenig später doch wieder aufgenommen. Im Jahr 1586 ist er als Chorsänger in Rom belegt und hat dort am 8. Juli 1587 bei Gericht eine Zeugenaussage über einen französischen Kutscher gemacht. Hier wird er als früherer Kapellmeister von Assisi bezeichnet. Ab 17. Mai 1588 war er Mitglied der Sängerkapelle an der Kathedrale von Padua als Tenorsänger, wo er über zehn Jahre blieb. 1589 wurde er als Ketzer (Glaubensabweichler) angeklagt, jedoch hat ihn sein früherer Dienstherr, der Bischof von Assisi, erfolgreich verteidigt und eine Versöhnung herbeigeführt. Drei Bücher mit Motetten von ihm mit eindeutiger liturgischer Funktion sind 1590 und 1591 in Venedig erschienen.
Joannes Tollius schien mit seinem Leben im katholischen Italien nicht auf die Dauer zufrieden zu sein. In den 1590er Jahren hat er Kontakte mit dem protestantischen Norden Europas entweder wieder belebt oder neu aufgebaut. Den Liber primus motectorum hat er seinen früheren Musikern in Amersfoort gewidmet, und seine Madrigali, die zusammen mit einem weiteren Motettenband im calvinistischen Heidelberg herauskamen, dem Collegium musicum in Amsterdam. Im Jahr 1601 verließ er Italien und ging nach Dänemark, wo er ab 10. Oktober 1601 in der Hofkapelle des lutherischen Königs Christian IV. in Kopenhagen wirkte und dort bis 18. Januar 1603 seinen Dienst tat. Ab da verliert sich seine Spur; über sein weiteres Leben gibt es keine Informationen. Gesichert ist, dass Verwandte von ihm im Jahr 1629 seinen Nachlass in Utrecht geregelt haben, wozu auch ein Neffe aus Kopenhagen anreiste. Musikhistoriker nehmen an, dass der Komponist dort um 1625 verstorben ist.

## Bedeutung
Die Kompositionen von Joannes Tollius, die alle in den 1590er Jahren herauskamen, verwendeten die zeitgenössische polyphone Schreibweise, machten aber für deklamatorische Effekte häufigeren Gebrauch von Homophonie und Stilelementen des Madrigals. Darüber hinaus enthalten seine Motetten harmonische und melodische Kühnheiten wie unvorbereitete Dissonanzen, übermäßige Sextakkorde, Septimensprünge sowie parallele Quinten und Oktaven für expressive Effekte; er zeigt sich damit als progressiver, um besonderen Ausdruck bemühter Komponist an der Schwelle zu einer neuen Zeit. Es würde aber zu weit gehen, ihn deshalb als Komponist des frühen Barock zu bezeichnen. Claudio Monteverdi hat in seinem 6. Madrigalbuch den Satz des Petrarca-Sonetts „Zefiro torna“ von Tollius frei verarbeitet.

## Werke
- Geistliche Werke
  - „Motecta de dignitate et moribus sacerdotum, liber primus“ zu drei Stimmen, Venedig 1590, verschollen
  - „Liber primus motectorum“ zu fünf Stimmen, Venedig 1591
  - „Motectorum […] liber secundus“ zu fünf Stimmen, Venedig 1591
  - „Moduli […] et sacris bibliis plerique omnes desumpti“ zu drei Stimmen, Heidelberg 1597
- Weltliche Werke
  - „Madrigali“ zu sechs Stimmen, Heidelberg 1597
  - „Chi non ha forza o cuore“ zu fünf Stimmen in der Sammlung Laudi amore. Madrigali […] di diversi eccellenti musici di Padova, Venedig 1598; Ausgabe von A. Bombi, Padua 1995 (= Musica veneta Nr. 1)
  - „Pargoletta che scherzi“ zu vier Stimmen (unvollständig) in der Sammlung Madrigali de diversi […]  raccolti da Gio. Maria Radino, Venedig 1598